# Jason Kouchak
Jason Kouchak es un pianista, compositor y cantautor cuyas obras, los intereses, las contribuciones públicas y asociaciones benéficas abarcan el mundo, incluyendo el Reino Unido, Francia, Japón, Singapur y Hong Kong.

## Primeros años
Jason Mariano Kouchak nació en Lyon, Francia. Fue educado en la Escuela de Westminster y estudió piano clásico en la Royal College of Music y la Universidad de Edimburgo. Es un descendiente de Alexander Kolchak, el comandante naval ruso.

## Realización y registro de carrera
Jason Kouchak ha grabado cinco álbumes. Dos de los cuales fueron grabados en los estudios Abbey Road.  Ha aparecido en la televisión británica (BBC) y la empresa de radiodifusión japonesa (NHK) interpretando sus propias composiciones musicales.  Ha realizado giras a nivel mundial como pianista clásico, incluyendo Hong Kong, Singapur y Japón.
Ha actuado en el Royal Festival Hall (Londres), La Salle Pleyel (París) y el Mariinsky Theatre (San Petersburgo) con recitales en el Festival Internacional de Edimburgo.
Otras actuaciones incluyen "La Luna representa mi Corazón" arreglado para Julian Lloyd Webber & Jiaxin Cheng en el Chelsea Arts Club que celebraba un concierto en la 60ª Gala de cumpleaños de Lloyd Webber y el concierto Guildhall del bicentenario de Chopin con la cantante y actriz Elaine Paige en 2010.
También ha cantado en espectáculos de cabaret en el Café de París y el Café Royal.
Jason actuó en el Galle Literary Festival 2012 con Tom Stoppard y en el mismo año dio un recital de piano en la apertura del London Chess Classic de Londres.
En 2012 se convirtió en el director de Música para el 20º aniversario del French Film Festival UK en Londres y Edimburgo, actuando en aniversario de Chopin en la embajada británica en París.

## Selección de actuaciones
En 1990 fue artista invitado en la 60ª Celebración de Cumpleaños de la Princesa Margaret en el Hotel Ritz y apareció como pianista clásico invitado en la película de estreno de Zeffirelli, Hamlet, en el mismo año.
Kouchak realizó su interpretación de "Sakura" para el emperador Akihito en el londinense Victoria and Albert Museum en 1998.  También realizó esto mismo en el evento de caridad por el terremoto de Kobe en 1995. Esta pieza fue grabada con Julian Lloyd Webber en su álbum Cello Moods y presentada por el patinador de hielo olímpico Yuka Sato en 1999.
Kouchak coreografió y compuso la producción teatral del Queen's Journey en 2017 en el Festival Global de Ajedrez de Judit Polgar.  En 2018 recibió un premio como Embajador de Buena Voluntad de Valores Artísticos del Ajedrez..

Interpretó Scheherezade en la ceremonia de apertura oficial del Emirates Airline Festival of Literature en marzo de 2015.

## Contribuciones públicas
Las contribuciones de Kouchak incluyen el fomento de dos Juegos Gigantes de Ajedrez para niños en el Holland Park de Londres con Stuart Conquest en 2010 y en The Meadows Park de Edimburgo en 2013 y el Juego de Ajedrez de Alicia en el país de las Maravillas de John Tenniel.
También compuso el tema oficial de la canción "Moving Forward" del Ajedrez de Caridad para CSC.
Kouchak también fundó el Coro de Niños Tsubasa en 2011, el cual inauguró el Matsuri Festival e interpretó la suite "desde los Planetas de Holst" en el Jubileo de la Reina del año 2012, en el Trafalgar Square de Londres.

## Discografía
- Space Between Notes (2017)
- Comme d'Habitude (2011)[1]
- Midnight Classics (2008)
- Forever  (2001)
- Watercolours (1999)
- Première Impression – 1997
- Cello Moods (Sakura only)